# Fimcap
Fimcap ("Fédération Internationale des Mouvements Catholiques d’Action Paroissiale") é uma organização internacional de associações de jovens católicos. Reúne 35 associações presentes em 33 países, espalhada entre europeus, africanos, asiáticos e sul-americanos juntos ao redor do mundo. Foi fundada em 1962 e é reconhecida pelo Pontifício Conselho para os Leigos como uma organização católica internacional.

## Membros

### Organizações membros na Europa
| País                           | Nome                                          | Acrônimo | Estado     |
| ------------------------------ | --------------------------------------------- | -------- | ---------- |
| Romênia                        | Asociația Grupurilor Locale de Tineret [ro]   | AGLT     | Associado  |
| Lituânia                       | Ateitis                                       |          | Pleno      |
| Bélgica                        | Chirojeugd Vlaanderen                         |          | Pleno      |
| Catalonia                      | Coordinació Catalana                          | CCCCCE   | Pleno      |
| Eslováquia                     | eRko – Hnutie kresťanských spoločenstiev detí | eRko     | Pleno      |
| Itália                         | Forum Oratori Italiani [it]                   | FOI      | Pleno      |
| Dinamarca / Schleswig-Holstein | Frivilligt Drenge- og Pige-Forbund [dk]       | FDF      | Associado  |
| Holanda                        | Jong Nederland [nl]                           |          | Pleno      |
| Suíça                          | Jungwacht Blauring                            | JuBla    | Pleno      |
| Alemanha                       | Katholische junge Gemeinde [de]               | KjG      | Pleno      |
| Áustria / · Tirol do Sul       | Katholische Jungschar [de]                    |          | Pleno      |
| Hungria                        | Katolikus Ifjúsági Mozgalom                   | KIM      | Observador |
| Malta                          | Żgħażagħ Azzjoni Kattolika                    | ŻAK      | Pleno      |